# Néstor García (Vulkanologe)
Néstor García (* 1954 in Manizales; † 14. Januar 1993 am Galeras) war ein promovierter kolumbianischer Vulkanologe, Geochemiker sowie gewerblicher Chemiker.

## Leben
Aus einer Mittelklasse-Familie stammend studierte García an der Universidad Nacional de Colombia in seiner Heimatstadt Chemieingenieurwesen. Bereits während des Studiums war er vom nahen Nevado del Ruiz fasziniert und bestieg diesen oft mit Kommilitonen. Nach seinem Abschluss im Jahr 1979 konnte er wie viele kolumbianische Wissenschaftler keine Vollzeit-Stelle finden und pendelte daher oftmals zwischen mehreren Arbeitgebern. Zunächst fand er Anstellung bei der staatlichen Hydroelektrizitätsgesellschaft in seiner Heimatstadt. Diese entsandte ihn mehrfach zum Nevado del Ruiz, um dessen geothermisches Potential zu prüfen und schließlich für ein Jahr nach Neuseeland, um sich dort über die vulkanisch gespeisten Geothermalkraftwerke zu informieren. Auch nach seiner Rückkehr führte er mit Kollegen – zunächst auf eigene Kosten in seiner Freizeit – oft Untersuchungen am Nevado del Ruiz durch und gehörte zu den Wissenschaftlern, die den Vulkan im Vorfeld von dessen verheerender Eruption intensiv überwachten und studierten. Zudem war er derjenige kolumbianische Wissenschaftler, der die örtlichen Behörden am nachdrücklichsten und häufigsten auf die Notwendigkeit eines Evakuierungsplanes für Armero hinwies. In den Folgejahren stand er in engem beruflichen Kontakt mit dem dortigen Observatorium. In diesem Zusammenhang lernte er auch den US-amerikanischen Vulkanologen Stanley N. Williams kennen, mit dem ihn anschließend eine enge Freundschaft verband.
Zur Sicherung der finanziellen Situation seiner Familie war García seit 1983 zudem als Chemiker einer Destillerie tätig. Um die Vulkanologie nicht aus den Augen zu verlieren, nahm er darüber hinaus 1986 eine Teilzeitstelle als Dozent für Geologie und Chemieingenieurwesen an seiner ehemaligen Universität an.
Im Januar 1993 nahm er an einer einwöchigen IAVCEI-Konferenz im kolumbianischen Pasto teil. Ziel war es, geochemische und geophysikalische Überwachungsprogramme für den nahen Vulkan Galeras zu entwickeln. Dieser zeigte zwar seit 1988 Aktivität, hatte sich die vorherigen sechs Monate jedoch stabil ruhig präsentiert. Im Rahmen der Tagung brach ein internationales Team mehrerer Wissenschaftler und interessierter Laien zum Krater des Vulkans auf. Die Forscher teilten sich in mehrere Gruppen auf, García führte zusammen mit Kollegen Messungen in der Gipfelregion und am Kraterrand durch. Kurz nach 13:30 Uhr kam es ohne Vorwarnung zu einer kleinen, lediglich knapp 15 Minuten andauernden, aber äußerst heftigen Eruption. Néstor García kam dabei zusammen mit fünf anderen Forschern (Geoff Brown, Fernando Cuenca, Carlos Trujillo, Igor Menjailow und José Arlés Zapata) sowie drei Touristen ums Leben.
Er hinterließ seine Ehefrau Dolores, die er 1973 geheiratet hatte. Das Paar lebte seit 1986 getrennt und hatte die gemeinsamen Kinder Paula und Marcello.